# NGC 6556
NGC 6556 — группа звёзд в созвездии Стрелец.
Этот объект входит в число перечисленных в оригинальной редакции «Нового общего каталога».